# Clonidine
 (avril 2017).
Si vous disposez d'ouvrages ou d'articles de référence ou si vous connaissez des sites web de qualité traitant du thème abordé ici, merci de compléter l'article en donnant les références utiles à sa vérifiabilité et en les liant à la section « Notes et références ».
La clonidine est un médicament agoniste des récepteurs adrénergiques de type α2.  
Il diminue l'activation du système nerveux sympathique via un rétrocontrôle négatif central. 
Originellement, c'est un antihypertenseur d'action centrale, et il est utilisé comme tel pour traiter l'hypertension artérielle sous le nom commercial de Catapressan.
La clonidine est utilisée comme anesthésique, antalgique, dans le traitement des troubles paniques ou anxieux, ou encore en combinaison avec certains stimulants prescrits chez les patients atteints de trouble du déficit de l'attention. C'est également un puissant antipyrétique,. 

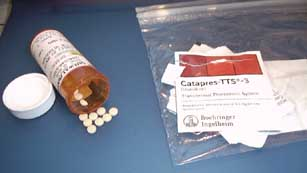
Comprimés et patch transdermique de clonidine

## Indications
La clonidine a été développée et prescrite d'abord comme anti-hypertenseur dans les années 1950. On a trouvé de nouveaux usages plus tard, notamment le traitement de certaines formes de douleurs neuropathiques, de la désintoxication aux opioïdes, des sueurs nocturnes et comme médicament anesthésique en médecine vétérinaire. Elle est utilisée pour traiter l'anxiété et les troubles paniques. Aux États-Unis, elle a aussi été approuvée par la FDA pour traiter le trouble du déficit de l'attention. Elle est également utilisée pour traiter l'insomnie et soulager des symptômes de la ménopause, de même que dans le traitement des tics dans la Maladie de Gilles de la Tourette.
La clonidine peut être utilisée pour diminuer les symptômes lors d'un sevrage de narcotiques, d'alcool et de nicotine. Elle agit en diminuant les symptômes du système nerveux autonome comme la tachycardie ou l'hypertension, les sueurs, les frissons et l'instabilité.
La clonidine peut être utilisée dans les migraines et les bouffées de chaleur associées à la ménopause, dans le syndrome des jambes sans repos, dans les flush associées à la rosacée.

### En anesthésie-réanimation
La principale indication de la clonidine est l'urgence hypertensive.  
Néanmoins, la clonidine est surtout reconnue et utilisée en anesthésie-réanimation pour ses vertus sédatives et analgésiques. Elle peut être utilisée per os en prémédication, en intraveineux et en périmédullaire.  
La clonidine agit au niveau du loecus coeruleus où la stimulation des récepteurs α2 entraîne une indifférence à l'environnement et une sédation. Par ailleurs, la noradrénaline a des vertus analgésiques par le biais des récepteurs α2 notamment dans la corne dorsale de la moelle. Cet effet est cohérent avec la logique « Fight or Flight » du système sympathique. Par son affinité au récepteur α2 la clonidine active les mêmes voies intracellulaires que la noradrénaline endogène.  Il s’agit d’ouvrir un canal potassique facilitant l’hyperpolarisation de neurones WDR (wide dynamic range), déprimant ainsi leur activité. Ces neurones sont habituellement stimulés par des fibres Aδ ou C provenant de la périphérie. La clonidine peut donc émousser un afflux nerveux nociceptif. Ainsi la clonidine potentialise l'anesthésie en jouant à la fois sur la sédation et la douleur. 
Elle a en plus d'autres vertus. La clonidine a des effets sur la thermorégulation. Ainsi, elle est utile pour prévenir le frisson post-anesthésique à la physiopathologie complexe. La clonidine joue également un rôle préventif des nausées et vomissements post-opératoires (NVPO). Il est fort probable que la diminution des besoins en morphiniques soit l’explication principale. En anesthésie loco-régionale, la clonidine prolonge les effets des anesthésiques locaux. Il existe aussi des propriétés méconnues avec des pistes de recherche à défricher : effet diurétique (effet sur l’ADH et l’ANP ?) et effet d’épargne azoté.
En effet, le NIH (National Library of Medecine) formulent aussi le constat d’un effet diueretique lors d’une étude sur 14 patients hypertendus à qui l’on administraient de clonidine et surtout conjointement au traitement adjuvant par propanolol (effet synergique?). L’étude indique le la clonidine libère de la rénine dans le sang.

## Mécanisme d'action
La clonidine stimule les récepteurs α2 du système nerveux sympathique. Ces récepteurs ont un effet de rétrocontrôle négatif présynaptique induisant une diminution de la sécrétion d'adrénaline et de noradrénaline dans la fente synaptique. 
Une des actions les plus visibles de la clonidine est de déprimer les noyaux vasomoteurs dans le tronc cérébral, gommant ainsi à la fois le tonus de base et la réactivité sympathique. La clonidine induit donc une tendance à la bradycardie et à l’hypotension. Elle peut aussi provoquer sécheresse buccale et une constipation. Si la clonidine est brutalement arrêtée, le système nerveux sympathique ré-augmentera sa production de fortes concentrations d'adrénaline et de noradrénaline, à des taux plus hauts qu'avant le traitement ce qui peut causer un rebond hypertensif. Cet effet peut-être limité par une diminution progressive.
La clonidine a une affinité 200 fois plus grande pour le récepteur α2 que pour le récepteur α1. Sa biodisponibilité per os est proche de 100 %. Sa demi-vie est longue : 12 à 24 heures. La moitié de la dose absorbée est excrétée inchangée dans les urines. L'insuffisance rénale ralentit l'élimination de la clonidine.
Une hypothèse alternative est que la clonidine agit comme agoniste des récepteurs des imidazolines (médicaments utilisés comme vasoconstricteurs)

### Le test de suppression de la clonidine
L'effet de la clonidine de diminuer la circulation d'adrénaline via une action centrale a été utilisé dans le passé comme outil de diagnostic du phéochromocytome qui est une tumeur au niveau de la partie médullaire de la glande surrénale qui synthétise des catécholamines (adrénaline et noradrénaline). Un test est positif s'il n'y a pas de rétrocontrôle négatif central possible et donc pas de diminution des taux plasmatiques de catécholamines.

## Effets indésirables
Ce médicament peut causer des vertiges, une hypotension, une sécheresse de la bouche et une constipation. La clonidine a aussi un effet sur les récepteurs α périphériques et peut entraîner une hypertension surtout si elle est injectée en intraveineux.
On ne sait pas si les effets de la clonidine sont dangereux ou non pour les fœtus. La clonidine peut passer par le lait maternel et peut avoir des effets sur l'enfant allaité.

## En France
La seule spécialité qui contienne cette molécule est le Catapressan en France.
Sa seule indication est l'hypertension artérielle mais ce n'est pas un traitement de première intention.
Toutes les autres indications sont hors Autorisation de mise sur le marché en France.